# Slangklämma

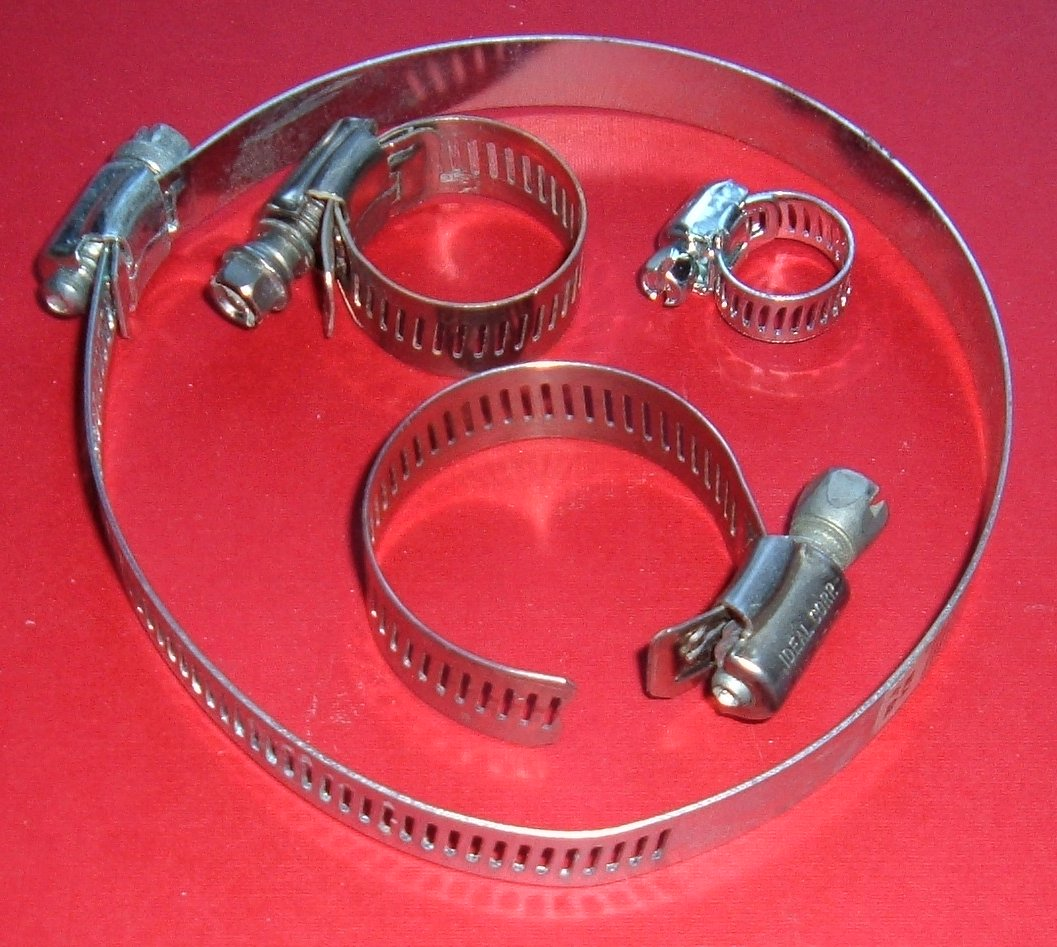
Slangklämmor

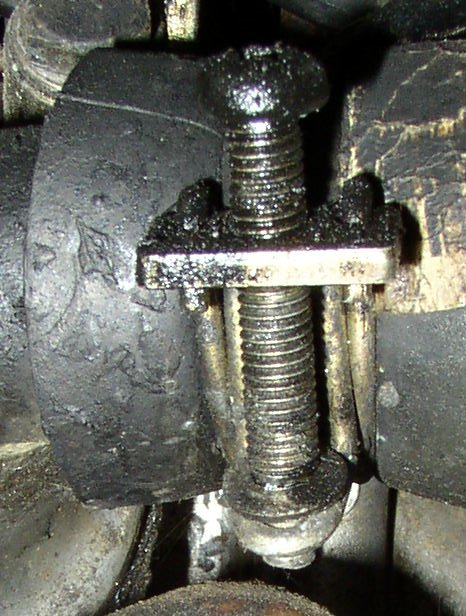
Slangklämma använd för att spänna fast en kylarslang i en bil

Slangklämma är en fästanordning som används för att fästa en slang på en nippel, slangsockel, rör eller liknande.
Slangklämmor är vanligtvis ett metallband med ett stansat eller pressat skruvspår samt en fastmonterad skruv som används för att spänna ihop bandet, likt en snäckväxel, och på så vis ge en stabil anslutning utan läckage.